# King Crimson
King Crimson bio je engleski sastav koji je svirao progresivni rock. Osnovan je u Londonu 1968. godine. Smatra ga se osnivačima progresivnog rocka, premda se sami članovi ne slažu s tom titulom.
U svojoj pedesetogodišnjoj povijesti poprimili su razne utjecaje i glazbene pristupe, pored ostalog jazz i narodnu glazbu, klasičnu i eksperimentalnu glazbu, psihodelični rock, hard rock i heavy metal, novi val, gamelan, electronicu i drum and bass kao i balansiranje između visokostrukturiranih kompozicija nasuprot apstraktno improvizacijskim dionicama i zanimanje za pop glazbu. Sastav ima mnoštvo sljedbenika, usprkos tome što nije mnogo izvođen na radiju ni na televiziji.

## Članovi sastava
- Robert Fripp – gitara, klavijature (1969. – 2021.)
- Ian McDonald – saksofon, flauta, klavijature (1969.)
- Greg Lake – bas-gitara, vokali (1969. – 1970.)
- Michael Giles – bubnjevi (1969. – 1970.)
- Peter Sinfield – tekstovi (1969. – 1971.)
- Gordon Haskell – bas-gitara, vokali (1970.)
- Andy McCulloch – bubnjevi (1970.)
- Mel Collins – saksofon, flauta (1970. – 1972., 2013. – 2021.)
- Boz Burrell – bas-gitara, vokali (1971. – 1972.)
- Ian Wallace – bubnjevi (1971. – 1972.)
- Jamie Muir – udaraljke (1972. – 1973.)
- John Wetton – bas-gitara, vokali (1972. – 1974.)
- David Cross – violina, viola, flauta, klavijature (1972. – 1974.)
- Bill Bruford – bubnjevi, udaraljke (1972. – 1997.)
- Tony Levin – bas-gitara (1981. – 1999., 2003. – 2021.)
- Adrian Belew – gitara, vokali (1981. – 2013.)
- Trey Gunn – bas-gitara, Chapman stick, Warr gitara (1994. – 2003.)
- Pat Mastelotto – bubnjevi, udaraljke (1994. – 2021.)
- Gavin Harrison – bubnjevi (2007. – 2021.)
- Bill Rieflin – bubnjevi, klavijature (2013. – 2020.)
- Jakko M. Jakszyk – vokali, gitara (2013. – 2021.)
- Jeremy Stacey – bubnjevi, klavijature (2016. – 2021.)

## Diskografija
Studijski albumi
- In the Court of the Crimson King (1969.)
- In the Wake of Poseidon (1970.)
- Lizard (1970.)
- Islands (1971.)
- Larks' Tongues in Aspic (1973.)
- Starless and Bible Black (1974.)
- Red (1974.)
- Discipline (1981.)
- Beat (1982.)
- Three of a Perfect Pair (1984.)
- Thrak (1995.)
- The Construkction of Light (2000.)
- The Power to Believe (2003.)